# هادية دافليشينا
هادية لوتفولوفنا دافليشينا (بالباشقيرية:  Дәүләтшина Һәҙиә Лотфулла ҡыҙы)‏ ‏ (1905-1954) هيَ شاعرة وَكاتبة وَكاتبة مسرحية باشكيرية.

## حياتها
وُلدت هادية في 5 مارس 1905 في قرية خاسانوفو في سمارا أوبلاست لعائلة فَقيرة، وفي عام 1920 عملت مُعلمة في قَرية دينجيزبيفو، وفي عام 1932 دَرست معهد موسكو لإعداد المحررين، وفي الفترة ما بين 1935 حتى 1937 درست في جامعة ولاية باشكير.
في عام 1933 عَملت هادية ضمن مُوظفين الأدب في صَحيفة جمهورية الباشقير الاشتراكية السوفيتية ذاتية الحكم (BASSR).
تُوفيت في 5 ديسمبر 1954 في بيرسك ضمن الاتحاد السوفيتي